# Wiedebachplatz
Der Wiedebachplatz ist ein Schmuck- und Spielplatz im Leipziger Stadtteil Connewitz. Er ist benannt nach der bedeutenden Leipziger Stifterin Apollonia von Wiedebach (1470–1526) und steht unter Denkmalschutz.

## Lage und Gestaltung
Der Wiedebachplatz erstreckt sich als dreieckige Fläche von 1,3 Hektar zwischen der Arno-Nitzsche-, der Bernhard-Göring- und der Wiedebachstraße. Die größte Ausdehnung besitzt er mit 180 Metern entlang der Wiedebachstraße. Ein unregelmäßiges Wegenetz durchzieht die Anlage, in deren Mitte sich ein Platz mit Spielgeräten befindet. Dazu gehören eine Kletterwand, ein Rutschturm, eine Schaukel, eine Drehschüssel sowie eine Sandspielfläche. Ruhebänke laden zum Verweilen ein.
Der Platz wird eingefasst von Berg- und Spitzahorn an der West- und Südseite sowie Linden im Norden. Im Inneren dominieren die Linden, von denen einige noch aus der Erstbepflanzung vom Beginn des 20. Jahrhunderts stammen. An Ziersträuchern kommen unter anderem Kornelkirsche, Zwergmispel und Kolkwitzie vor. Die Straßen um den Platz sind mit Wohnhäusern bebaut.
Zum Wiedebachplatz gezählt wird auch eine kleine Grünfläche von 0,13 ha an der Bornaischen Straße südwestlich der Kreuzung Bernhard-Göring-Straße/Wiedebachstraße gegenüber der Südspitze des Wiedebachplatzes. Die Wiesenfläche mit Büschen und zwei Bänken an der Nordspitze wird auch Kleiner Wiedebachplatz genannt.

## Geschichte
Nachdem Connewitz 1891 nach Leipzig eingemeindet worden war, sollte auch der neue Stadtteil einen Schmuckplatz ähnlich dem Albrecht-Dürer- und dem Heinrich-Schütz-Platz erhalten. 1898 legte der Stadtgartendirektor Otto Wittenberg (1834–1918) den Plan für die Gestaltung der von einer örtlichen Immobilienfirma der Stadt zur Verfügung gestellten Fläche vor. Da die Arno-Nitzsche-Straße damals noch Waisenhausstraße hieß, kursierte auch der Name Waisenhausplatz.

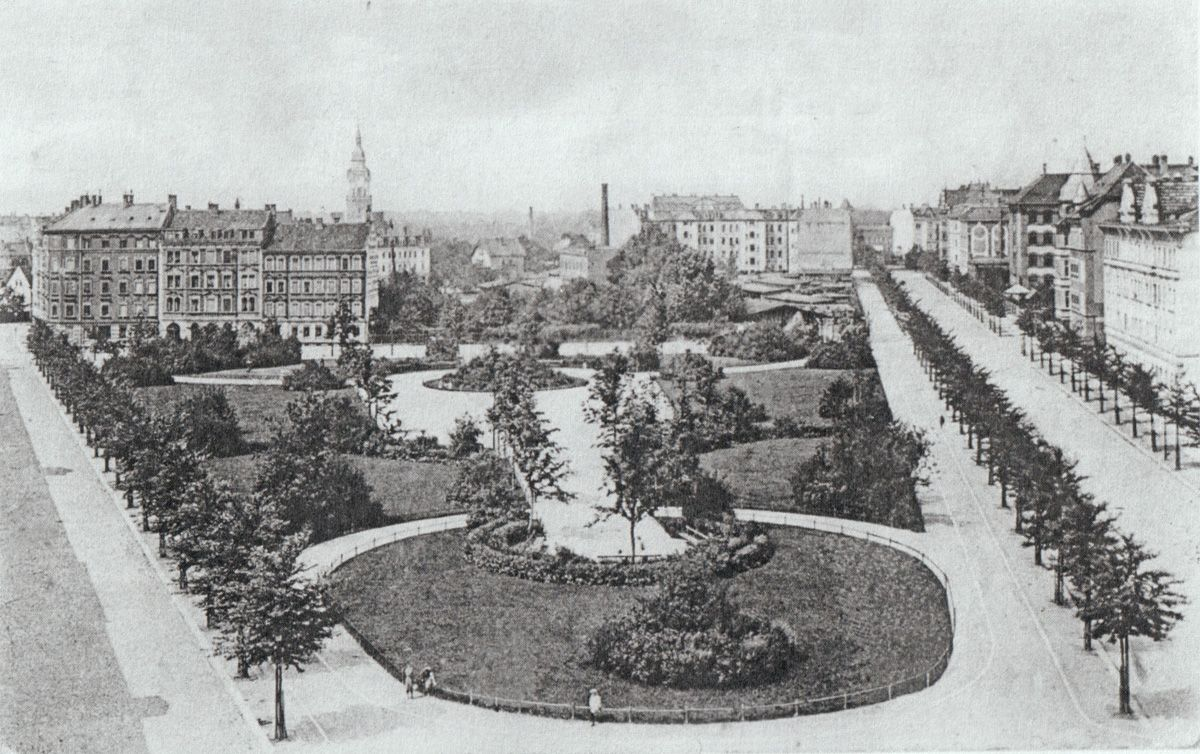
Der Platz von Osten 1908
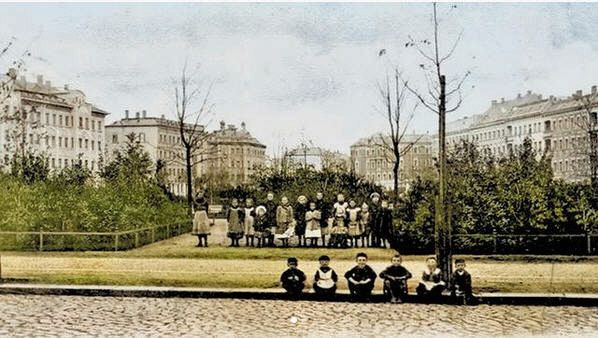
… und von Südwesten 1910

Danach sollte auf einem kleinen Aussichtshügel ein Spielplatz entstehen, zwei weitere auf den ebenen Flächen. Diagonalwege sollten die Anlage erschließen.
Wohl nicht zuletzt wegen des Wechsels an der Spitze der Gartenbaudirektion ruhte das Vorhaben bis 1901. Nun entstand der Platz unter dem neuen Direktor Carl Hampel (1849–1930). Es gab zwar noch eine Hügelaufschüttung aber ohne Spielplatz. Hampel bezog auch den kleinen Wiedebachplatz in sein Vorhaben ein; er sollte sich aber von dem großen deutlich unterscheiden. Der nach der Hampelschen Konzeption angelegte Baumbestand blieb über viele Jahrzehnte unverändert bestehen.
Der Platz und die umgebende Bebauung erlitten im Zweiten Weltkrieg keine bemerkenswerten Schäden. Zu Beginn der 1990er Jahre hatte sich Sanierungsbedarf insbesondere bei den Spielbereichen ergeben. Unter weitgehendem Erhalt der historischen Strukturen und des Altbaumbestands ließ das Grünflächenamt 1992 die Anlage instand setzen, wobei der Spielbereich vergrößert und modernisiert wurde.